# Ian Stanley (ciclista)
Ian Stanley (nascido em 11 de janeiro de 1963) é um ex-ciclista olímpico jamaicano. Ian representou sua nação em dois eventos nos Jogos Olímpicos de Verão de 1984.